# Susan Collinsová
Susan Margaret Collinsová (Collins, * 7. prosince 1952 Caribou, Maine) je americká politička za Republikánskou stranu. Od ledna 1997 je senátorkou Senátu Spojených států amerických za Maine.
Senátorkou se stala v řádných volbách v roce 1996, když se dosavadní republikánský senátor William Cohen rozhodl svoji funkci neobhajovat. Jejím hlavním soupeřem byl kandidát Demokratické strany Joseph E. Brennan, kterého porazila ziskem 49,18 % hlasů ku 43,88 % hlasů.
V Senátu patří k umírněným republikánům a tedy občas hlasuje s demokraty. Například při potvrzování Betsy DeVosové, kterou navrhl do funkce ministryně školství v roce 2017 prezident Donald Trump, hlasovala s Lisou Murkowskou proti, takže nominaci člena vlády musel poprvé v historii kvůli vyrovnanému hlasování rozhodnout hlas viceprezidenta (Mike Pence hlasoval pro potvrzení).